# Unione Sportiva Lecce 1992-1993
Questa voce raccoglie le informazioni riguardanti l'Unione Sportiva Lecce nelle competizioni ufficiali della stagione 1992-1993.

## Stagione
Nella stagione 1992-1993 il Lecce partecipò al campionato di Serie B e ottenne 48 punti, che valsero il quarto posto e la promozione della squadra salentina in Serie A, dove il club tornò dopo due anni d'assenza. La squadra giallorossa, allenata da Bruno Bolchi, disputò un campionato di buon livello, dopo qualche tentennamento iniziale, e trovò la propria forza nel giusto amalgama tra giocatori esperti e giovani promettenti, prevalendo all'ultima giornata su Ascoli e Padova. Raccolse 25 punti nel girone di andata e 23 nel girone di ritorno. Decisive per il ritorno nella massima serie furono le due vittorie finali a Bologna (2-3) e con la Lucchese (2-1). Capocannoniere della squadra fu Antonio Rizzolo, con 9 gol.
Nella Coppa Italia i salentini superarono il primo turno ai danni del Palermo dopo i tiri di rigore, poi furono estromessi dal torneo dal Parma al secondo turno.

## Divise e sponsor
Il fornitore di materiale tecnico per la stagione 1992-1993 è stato Asics, mentre lo sponsor di maglia Acqua Toka.
| Casa | Trasferta |

## Rosa
| N. |                   | Ruolo | Calciatore           |
| -- | ----------------- | ----- | -------------------- |
|    | Italia (bandiera) | P     | Davide Torchia       |
|    | Italia (bandiera) | P     | Massimo Battara      |
|    | Italia (bandiera) | P     | Giuseppe Gatta       |
|    | Italia (bandiera) | D     | Rosario Biondo       |
|    | Italia (bandiera) | D     | Simone Altobelli     |
|    | Italia (bandiera) | D     | Andrea Fattizzo      |
|    | Italia (bandiera) | D     | Roberto Amodio       |
|    | Italia (bandiera) | D     | Egidio Ingrosso      |
|    | Italia (bandiera) | D     | Stefano Trinchera    |
|    | Italia (bandiera) | D     | Giampaolo Ceramicola |
|    | Italia (bandiera) | D     | Antonio Carannante   |
|    | Italia (bandiera) | D     | Giacomo Ferri        |
|    | Italia (bandiera) | D     | Gianni Flamigni      |
|    | Italia (bandiera) | D     | Mauro Dalla Bona     |
|    | Italia (bandiera) | D     | Gabriele Grossi      |
|    | Italia (bandiera) | D     | Antonio Primitivo    |
|    | Italia (bandiera) | C     | Renato Olive         |
|    | Italia (bandiera) | C     | Walter Monaco        |

| N. |                   | Ruolo | Calciatore           |
| -- | ----------------- | ----- | -------------------- |
|    | Italia (bandiera) | C     | Stefano Melchiori    |
|    | Italia (bandiera) | C     | Paolo Benedetti      |
|    | Italia (bandiera) | C     | Andrea Corallo       |
|    | Italia (bandiera) | C     | Umberto De Filippi   |
|    | Italia (bandiera) | C     | Giampiero Maini      |
|    | Italia (bandiera) | C     | Egidio Notaristefano |
|    | Italia (bandiera) | C     | Luigi Frisullo       |
|    | Italia (bandiera) | C     | Pierluigi Orlandini  |
|    | Italia (bandiera) | C     | Luigi Dima           |
|    | Italia (bandiera) | C     | Alessio Scarchilli   |
|    | Italia (bandiera) | C     | Marco Spagnolo       |
|    | Italia (bandiera) | A     | Gianfranco Cinello   |
|    | Italia (bandiera) | A     | Claudio D'Onofrio    |
|    | Italia (bandiera) | A     | Paolo Baldieri       |
|    | Italia (bandiera) | A     | Antonio Rizzolo      |
|    | Italia (bandiera) | A     | Francesco La Rosa    |
|    | Italia (bandiera) | A     | Andrea D'Amblè       |
|    | Italia (bandiera) | A     | Alessandro Morello   |

## Calciomercato

### Sessione autunnale
| Acquisti | Acquisti        | Acquisti | Acquisti |
| R.       | Nome            | da       | Modalità |
| -------- | --------------- | -------- | -------- |
| P        | Davide Torchia  | SPAL     | -        |
| D        | Gianni Flamigni | Brescia  | -        |

| Cessioni | Cessioni           | Cessioni  | Cessioni |
| R.       | Nome               | a         | Modalità |
| -------- | ------------------ | --------- | -------- |
| P        | Massimo Battara    | SPAL      | -        |
| D        | Roberto Amodio     | Taranto   | -        |
| D        | Antonio Carannante | Piacenza  | -        |
| C        | Walter Monaco      | Giarre    | -        |
| A        | Gianfranco Cinello | Ternana   | -        |
| A        | Francesco La Rosa  | Triestina | -        |

## Risultati

### Serie B

#### Girone di andata
| Arbitro: | Rodomonti (Teramo) |

|                                                    |           |  |
| De Vitis 31’ Piovani 38’ Di Cintio 56’ Turrini 78’ | Marcatori |  |

| Arbitro: | Merlino (Torre del Greco) |

|                         |           |           |
| Baldieri 23’ Grossi 45’ | Marcatori | 88’ Negri |

| Arbitro: | Borriello (Mantova) |

|           |           |                       |
| Lerda 16’ | Marcatori | 77’ (rig.) Ceramicola |

| Arbitro: | Boggi (Salerno) |

|  |           |                              |
|  | Marcatori | 71’ Scienza 80’ P. Sacchetti |

| Arbitro: | Bolognino (Milano) |

|                            |           |                                          |
| Quaranta 41’ F. Caruso 88’ | Marcatori | 32’ Orlandini 61’ Ceramicola 75’ Cinello |

| Arbitro: | Fucci (Salerno) |

|                     |           |  |
| Nunziata 80’ (aut.) | Marcatori |  |

| Cosenza 18 ottobre 1992 7ª giornata | Cosenza         | 0 – 0 | Lecce | Stadio San Vito\| Arbitro: \| Chiesa (Milano) \| |
| Arbitro:                            | Chiesa (Milano) |       |       |                                                  |

| Arbitro: | Cardona (Milano) |

|  |           |                       |
|  | Marcatori | 41’ (rig.) Ceramicola |

| Lecce 1º novembre 1992 9ª giornata | Lecce                  | 0 – 0 | Modena | Stadio Via del Mare\| Arbitro: \| Conocchiari (Macerata) \| |
| Arbitro:                           | Conocchiari (Macerata) |       |        |                                                             |

| Arbitro: | Brignoccoli (Ancona) |

|                                              |           |                                                               |
| F. Giampaolo 14’ Pibelli 37’ Ghirardello 70’ | Marcatori | 39’ (aut.) Calisti 58’ Notaristefano 61’ (aut.) L. Pellegrini |

| Arbitro: | Stafoggia (Pesaro) |

|                              |           |             |
| Scarchilli 24’ Altobelli 77’ | Marcatori | 38’ Dezotti |

| Arbitro: | Luci (Firenze) |

|            |           |               |
| Soncin 62’ | Marcatori | 63’ Melchiori |

| Arbitro: | Braschi (Prato) |

|             |           |              |
| Rizzolo 54’ | Marcatori | 64’ Robbiati |

| Arbitro: | Quartuccio (Torre Annunziata) |

|                                        |           |                                          |
| Pierleoni 15’ (rig.) Bierhoff 22’, 68’ | Marcatori | 52’ Melchiori 56’ Baldieri 84’ D'Onofrio |

| Arbitro: | Trentalange (Torino) |

|                               |           |                      |
| Baldieri 57’ Bosco 86’ (aut.) | Marcatori | 48’ (rig.) Scarafoni |

| Arbitro: | Rosica (Roma) |

|             |           |  |
| Rizzolo 51’ | Marcatori |  |

| Arbitro: | Fucci (Salerno) |

|                   |           |             |
| Ciocci 64’ (rig.) | Marcatori | 20’ Rizzolo |

| Arbitro: | Borriello (Mantova) |

|                                 |           |  |
| Rizzolo 13’ Olive 14’ Maini 80’ | Marcatori |  |

| Arbitro: | Fabricatore (Roma) |

|          |           |                          |
| Paci 23’ | Marcatori | 83’ (rig.) Notaristefano |

#### Girone di ritorno
| Arbitro: | Cinciripini (Ascoli Piceno) |

|                     |           |  |
| Maccoppi 48’ (aut.) | Marcatori |  |

| Arbitro: | Conocchiari (Macerata) |

|  |           |                |
|  | Marcatori | 19’ Ceramicola |

| Arbitro: | Cardona (Milano) |

|             |           |  |
| Rizzolo 53’ | Marcatori |  |

| Reggio Emilia 21 febbraio 1993 23ª giornata | Reggiana                    | 0 – 0 | Lecce | Stadio Mirabello\| Arbitro: \| Cinciripini (Ascoli Piceno) \| |
| Arbitro:                                    | Cinciripini (Ascoli Piceno) |       |       |                                                               |

| Arbitro: | Bettin (Padova) |

|  |           |              |
|  | Marcatori | 50’ Petrachi |

| Arbitro: | Mughetti (Cesena) |

|                                   |           |            |
| Montrone 85’ Galderisi 87’ (rig.) | Marcatori | 9’ Rizzolo |

| Lecce 14 marzo 1993 26ª giornata | Lecce               | 0 – 0 | Cosenza | Stadio Via del Mare\| Arbitro: \| Amendolia (Messina) \| |
| Arbitro:                         | Amendolia (Messina) |       |         |                                                          |

| Arbitro: | Sguizzato (Verona) |

|                              |           |          |
| Ceramicola 18’ Melchiori 88’ | Marcatori | 8’ Jarni |

| Arbitro: | Trentalange (Torino) |

|            |           |                |
| Gonano 55’ | Marcatori | 90’ Ceramicola |

| Arbitro: | Arena (Ercolano) |

|                               |           |           |
| Notaristefano 24’ Rizzolo 83’ | Marcatori | 7’ Lunini |

| Arbitro: | Felicani (Bologna) |

|                         |           |  |
| Tentoni 26’ Dezotti 61’ | Marcatori |  |

| Arbitro: | Pellegrino (Barcellona Pozzo di Gotto) |

|                       |           |                 |
| Scarchilli 53’ (rig.) | Marcatori | 14’ Bertuccelli |

| Arbitro: | Pezzella (Frattamaggiore) |

|              |           |             |
| Robbiati 73’ | Marcatori | 83’ Rizzolo |

| Arbitro: | Ceccarini (Livorno) |

|            |           |               |
| Biondo 75’ | Marcatori | 85’ Cavaliere |

| Pisa 16 maggio 1993 34ª giornata | Pisa               | 0 – 0 | Lecce | Stadio Arena Garibaldi\| Arbitro: \| Stafoggia (Pesaro) \| |
| Arbitro:                         | Stafoggia (Pesaro) |       |       |                                                            |

| Arbitro: | Luci (Firenze) |

|                |           |                       |
| Delvecchio 16’ | Marcatori | 48’ (rig.) Ceramicola |

| Arbitro: | Rodomonti (Teramo) |

|               |           |           |
| Orlandini 58’ | Marcatori | 74’ Nappi |

| Arbitro: | Amendolia (Messina) |

|                            |           |                                                    |
| Incocciati 45’ (rig.), 84’ | Marcatori | 28’ Orlandini 55’ (rig.) Scarchilli 90’ A. Morello |

| Arbitro: | Arena (Ercolano) |

|                            |           |              |
| Ceramicola 19’ Rizzolo 58’ | Marcatori | 81’ Rastelli |

### Coppa Italia

#### Turni preliminari
| Arbitro: | Borriello (Mantova) |

|                                                  |                      |                                                          |
| Cecconi 58’ P. Benedetti 68’ (aut.)              | Marcatori            | 28’ Olive 88’ Maini                                      |
| Cecconi Serra Favo Incarbona Battaglia Assennato | Tiri di rigore 6 – 7 | Ceramicola Baldieri Maini P. Benedetti Melchiori La Rosa |

| Arbitro: | Chiesa (Milano) |

|                    |           |  |
| Minotti 48’ (rig.) | Marcatori |  |

| Lecce 2 settembre 1992, ore 20:30 CEST Secondo turno - Ritorno | Lecce               | 0 – 0 referto | Parma | Stadio Via del Mare\| Arbitro: \| Ceccarini (Livorno) \| |
| Arbitro:                                                       | Ceccarini (Livorno) |               |       |                                                          |

## Statistiche

### Statistiche dei giocatori
Sono in corsivo i calciatori che hanno lasciato la società a stagione in corso.
| Giocatore        | Serie B  | Serie B | Coppa Italia | Coppa Italia | Totale   | Totale |
| Giocatore        | Presenze | Reti    | Presenze     | Reti         | Presenze | Reti   |
| ---------------- | -------- | ------- | ------------ | ------------ | -------- | ------ |
| S. Altobelli     | 30       | 1       | 1            | 0            | 31       | 1      |
| R. Amodio        | 0        | 0       | 0            | 0            | 0        | 0      |
| P. Baldieri      | 31       | 3       | 3            | 0            | 34       | 3      |
| M. Battara       | 0        | -0      | 0            | 0            | 0        | 0      |
| P. Benedetti     | 38       | 0       | 3            | 0            | 41       | 0      |
| R. Biondo        | 32       | 1       | 2            | 0            | 34       | 1      |
| A. Carannante    | 0        | 0       | 0            | 0            | 0        | 0      |
| G. Ceramicola    | 33       | 8       | 3            | 0            | 36       | 8      |
| G. Cinello       | 3        | 1       | 0            | 0            | 3        | 1      |
| M. Dalla Bona    | 1        | 0       | 0            | 0            | 1        | 0      |
| C. D'Onofrio     | 13       | 1       | 1            | 0            | 14       | 1      |
| G. Ferri         | 16       | 0       | 2            | 0            | 18       | 0      |
| G. Flamigni      | 15       | 0       | 0            | 0            | 15       | 0      |
| G. Gatta         | 38       | -38     | 3            | -3           | 41       | -41    |
| G. Grossi        | 32       | 1       | 3            | 0            | 35       | 1      |
| E. Ingrosso      | 1        | 0       | 0            | 0            | 1        | 0      |
| F. La Rosa       | 2        | 0       | 1            | 0            | 3        | 0      |
| G. Maini         | 18       | 1       | 3            | 1            | 21       | 2      |
| S. Melchiori     | 34       | 3       | 3            | 0            | 37       | 3      |
| W. Monaco        | 0        | 0       | 0            | 0            | 0        | 0      |
| A. Morello       | 5        | 1       | 1            | 0            | 6        | 1      |
| E. Notaristefano | 36       | 3       | 2            | 0            | 38       | 3      |
| R. Olive         | 19       | 1       | 3            | 1            | 22       | 2      |
| P. Orlandini     | 29       | 3       | 2            | 0            | 31       | 3      |
| A. Rizzolo       | 31       | 9       | 3            | 0            | 34       | 9      |
| S. Scarchilli    | 32       | 3       | 0            | 0            | 32       | 3      |
| D. Torchia       | 0        | -0      | 0            | 0            | 0        | 0      |
| S. Trinchera     | 0        | 0       | 0            | 0            | 0        | 0      |